# Сьюзен Ґардінер
Сьюзен Ґардінер (англ. Susan Gardiner, 13 квітня 1980) — канадська ватерполістка.
Учасниця Олімпійських Ігор 2000, 2004 років.
Призерка Чемпіонату світу з водних видів спорту 2001, 2005 років.
Призерка Панамериканських ігор 2003 року.